# Michaël Heylen
Michaël Heylen (Wommelgem, 3 gennaio 1994) è un calciatore belga, difensore dell'Omonia 29is Maiou.

## Carriera

### Club
Cresciuto nelle giovanili del club, dopo un prestito al Koninklijke Voetbalclub Kortrijk nel 2013-14 (29 presenze), esordisce nel 2014 con il Royal Sporting Club Anderlecht.

### Nazionale
Ha esordito nel 2013 con la Nazionale Under-21 di calcio del Belgio.

## Palmarès

### Club

#### Competizioni nazionali
- Supercoppa del Belgio: 2

Anderlecht: 2013, 2014